# Asomatognosie
Die Asomatognosie oder Somatoagnosie (griechisch ἁ- a- [Verneinungspartikel], σωματο- sōmato- ‚Körper-‘, und γνῶσις gnōsis ‚Erkenntnis‘) beschreibt den Verlust der Fähigkeit zu erkennen, dass ein Körperteil zum eigenen Körper gehört. Die Asomatognosie betrifft normalerweise die linke Seite des Körpers und entsteht gewöhnlich aufgrund einer Schädigung des rechten Parietallappens bzw. der Körperfühlsphäre.